# Дасдорф-на-Берге
Дасдорф-на-Берге (нем. Daasdorf a. Berge) — община в Германии, в земле Тюрингия. 
Входит в состав района Веймар. Подчиняется управлению Грамметаль. Население составляет 254 человека (на 31 декабря 2010 года). Занимает площадь 2,84 км².